# Любов серед мільйонерів
«Любов серед мільйонерів» (англ. Love Among the Millionaires) — чорно-біла романтична комедія 1930 року. Один із звукових фільмів Клари Боу.

## Сюжет
Пеппер Віппл та її сестра Пенелопа працюють офіціантками в батьківському кафе біля залізничної станції. За право завоювати любов дівчини змагаються залізничний інспектор Бутс Макгі і працівник телеграфу Клікер Вотсон. Однак Пеппер вже віддала своє серце Джеррі Гамільтону — сину президента залізниці, який опановує справу батька, інкогніто працюючи кондуктором. Один з підлеглих містера Гамільтона інформує його про цей недоречний роман, і той телеграфує синові, щоб Джеррі негайно повертався додому.
Джеррі так і поступає, але привозить з собою Пеппер. Опинившись в особняку залізничного магната, дівчина погоджується дати Джеррі відставку, злякавшись, що в іншому випадку містер Гамільтон розорить її батька. Однак справжня любов непідвладна ніяким обставинам, і врешті-решт Джері і Пеппер щасливо возз'єднуються.

## У ролях
- Клара Боу — Віппл
- Стенлі Сміт — Джеррі Гамільтон
- Річард Галлахер — Бутс Макгі
- Стюарт Ервін — Клікер Вотсон
- Клод Кінг — Містер Гамільтон
- Чарлз Селлон — Містер Віппл
- Барбара Беннетт — Вірджинія Гамільтон